# Ayuntamiento de Lubin
El Ayuntamiento de Lubin  fue erigido en 1768 en estilo barroco y reedificado en el siglo XIX. El edificio fue demolido en 1945 y luego reconstruido en 1950. Actualmente, el ayuntamiento es la sede del Museo de Historia de Lubin y también del alcalde y del concejo municipal. 

## Historia
El primer ayuntamiento renacentista de Lubin fue construido en 1515 durante la gran expansión de la ciudad. Sin embargo, esta construcción resultó dañada en un incendio de 1757 por lo que se la desmontó y, posteriormente, en 1768, se construyó un edificio actual en el mismo lugar. El ayuntamiento fue reedificado significativamente en los siglos XIX y XX. El edificio sufrió graves daños durante las actividades militares en 1945 y fue reconstruido en 1950, por lo cual perdió en gran medida sus características de estilo. En 2010 el ayuntamiento fue renovado y su torre se cubrió con láminas de cobre. Por la decisión de la Comisión Provincial de Monumentos Históricos del 14 de abril de 1981 el ayuntamiento fue inscrito en el registro público de monumentos históricos.

## Arquitectura
El ayuntamiento es un edificio del barroco tardío de planta rectangular, tiene dos pisos y está cubierto con un techo a la holandesa (abuhardillado) a cuatro aguas con buhardillas. En la cumbrera se encuentra una torre pequeña, cubierta con placas de cobre, con la cara de reloj y la cubierta en pabellón coronada con un pináculo.  Las fachadas están diversificadas por cuerpos adelantados, poco profundos, y rematados con pilares triangulares. El cuerpo adelantado de la fachada oeste tiene un tímpano con el escudo de la ciudad colocado entre los ornamentos vegetales. 